# Hejco
Hejco grundades i Hyssna 1954 av Henry Johansson med syfte att tillverka kläder för sjuksköterskor. Idag består sortiment av lättare yrkeskläder som riktar sig till personer som bl.a. arbetar inom vård, tandvård, städning, hotell och restaurang. Huvudkontoret ligger i Borås, och distributörer finns bland annat i Benelux-länderna, Danmark, Finland och Norge.